# Acentronichthys
Acentronichthys é um gênero de bagre da família Heptapteridae.

## Espécies
- Acentronichthys leptos